# Gas de fotones
En física, un gas de fotones es  una colección de fotones similar a un gas, que tiene las mismas propiedades de un gas convencional como el hidrógeno o el neón —incluyendo la presión, temperatura y entropía—. El ejemplo más común de un gas de fotones en equilibrio es la radiación de cuerpo negro.
Un gas ideal con masa con un solo tipo de partícula está descrito unívocamente por tres funciones de estado como la temperatura, el volumen y el número de partículas. Sin embargo, para un cuerpo negro, la distribución de energía está establecida por la interacción de los fotones con la materia, por lo general, las paredes del contenedor. En esta interacción, el número de fotones no se conserva. Como resultado, el potencial químico de un gas de fotones en equilibrio es cero. El número de funciones de estado necesarias para describir un estado de cuerpo negro se reduce, por esta razón, de tres a dos (es decir a la temperatura y el volumen).

## Termodinámica de un gas de fotones en equilibrio
En un gas compuesto por partículas que poseen masa, la energía de las partículas se distribuye de acuerdo a la distribución de Maxwell-Boltzmann. Esta distribución se establece conforme las partículas chocan unas con otras, intercambiando energía y momento en el proceso. En un gas de fotones también existe una distribución de equilibrio. Sin embargo, los fotones no chocan entre sí —excepto en condiciones muy extremas, véase por ejemplo Física de dos fotones—, de manera que la distribución de equilibrio se alcanza de otras maneras. La forma más común en que se puede establecer una distribución de equilibrio es por medio de la interacción de los fotones con la materia. Si los fotones son absorbidos y emitidos por las paredes del sistema que contiene al gas de fotones, y las paredes se encuentran a una temperatura particular, entonces la distribución de equilibrio para un gas de esta clase será una distribución de cuerpo negro a esa temperatura.
Una diferencia muy importante entre un gas de partículas con masa y un gas de fotones con una distribución de cuerpo negro es que el número de fotones en el sistema no se conserva. Un fotón puede colisionar con un electrón de las paredes, excitándolo a un nivel de energía superior, lo que remueve a dicho fotón del gas. El electrón puede regresar a su nivel más bajo de energía en una serie de etapas, en cada una de las cuales libera un fotón individual al gas. Aunque la suma de las energías de los fotones emitidos es la misma que la del fotón absorbido, el número de fotones emitidos variará. Puede demostrarse que, como resultado de esta falta de restricción en el número de fotones en el sistema, el potencial químico debe ser cero para la radiación de cuerpo negro.
La termodinámica de un gas de fotones en equilibrio puede obtenerse utilizando argumentos mecánico-cuánticos. La derivación da como resultado la distribución espectral de energía u, que es la energía por unidad de volumen, por unidad de intervalo de frecuencia:
{\displaystyle u(\nu ,T)={\frac {8\pi h\nu ^{3}}{c^{3}}}~{\frac {1}{e^{h\nu /kT}-1}},}
donde h  es la constante de Planck, c  es la velocidad de la luz, ν  es la frecuencia, k  es la constante de Boltzmann y T  es la temperatura. Al integrar esto sobre la frecuencia, y al multiplicar por el volumen V, se obtiene la energía interna de gas de fotones de cuerpo negro:
{\displaystyle U=\left({\frac {\pi ^{5}k^{4}}{15c^{3}h^{3}}}\right)VT^{4}.}
La derivación también permite conocer el número esperado de fotones N:
{\displaystyle N=\left({\frac {16\pi k^{3}\zeta (3)}{c^{3}h^{3}}}\right)\,VT^{3},}
donde ζ(n) es la función zeta de Riemann. Nótese que para una temperatura en particular, el número de partículas N varía con el volumen de forma fija, autoajustándose para tener una densidad constante de fotones.
Si notamos en la ecuación de estado para un gas cuántico ultrarrelativista (que inherentemente describe a los fotones) está dada por
{\displaystyle U=3PV,}
entonces podemos combinar las fórmulas anteriores para producir una ecuación de estado que sea similar al de un gas ideal:
{\displaystyle PV={\frac {\zeta (4)}{\zeta (3)}}NkT\approx 0,9NkT}
La siguiente tabla resume las funciones de estado termodinámicas para un gas de fotones en equilibrio.
|                            | Función de estado (T,V)                                                           |
| Energía interna            | {\displaystyle U=\left({\frac {\pi ^{2}k^{4}}{15c^{3}\hbar ^{3}}}\right)\,VT^{4}} |
| Número de partículas       | {\displaystyle N=\left({\frac {16\pi k^{3}\zeta (3)}{c^{3}h^{3}}}\right)\,VT^{3}} |
| Potencial químico          | {\displaystyle \mu =0\,}                                                          |
| Presión                    | {\displaystyle P={\frac {1}{3}}\,{\frac {U}{V}}}                                  |
| Entropía                   | {\displaystyle S={\frac {4U}{3T}}}                                                |
| Entalpía                   | {\displaystyle H={\frac {4}{3}}\,U}                                               |
| Energía libre de Helmholtz | {\displaystyle A=-{\frac {1}{3}}\,U}                                              |
| Energía libre de Gibbs     | {\displaystyle G=0\,}                                                             |
| -------------------------- | --------------------------------------------------------------------------------- |

## Transformaciones isotérmicas
Como ejemplo de un proceso termodinámico que involucra a un gas de fotones, considérese un cilindro con un pistón móvil. Las paredes interiores del cilindro son «negras», de tal forma que los fotones pueden mantenerse a una temperatura determinada. Esto significa que el espacio dentro del cilindro contendrá un gas de fotones, cuya distribución será la de un cuerpo negro. A diferencia de un gas con masa, el gas de fotones puede existir sin necesidad de que los fotones sean introducidos desde el exterior. Es decir, las paredes producirán fotones para el gas. Supóngase que el pistón es empujado hacia dentro del cilindro hasta que solo quede un volumen muy pequeño. El gas de fotones comenzará a empujar el pistón moviéndolo hacia fuera. Para que la transformación sea isotérmica, se debe aplicar al pistón una fuerza en sentido contrario de casi el mismo valor, para que el movimiento del pistón sea muy lento. Esta fuerza será igual la presión, multiplicada por el área (A) de la sección transversal del pistón. Este proceso puede continuarse a temperatura constante, hasta que el gas de fotones se encuentre a un volumen V0. Integrando la fuerza sobre la distancia (x) recorrida por el pistón, se obtiene el trabajo total W hecho para crear el gas de fotones a este volumen:
{\displaystyle W=-\int _{0}^{x_{0}}PA\ dx,}
donde se utiliza la relación V = Ax. Definiendo
{\displaystyle b={\frac {8\pi ^{5}k^{4}}{15c^{3}h^{3}}},}
La presión es
{\displaystyle P(x)={\frac {bT^{4}}{3}}.}
Integrando, el trabajo realizado es simplemente
{\displaystyle W=-{\frac {bT^{4}Ax_{0}}{3}}=-{\frac {bT^{4}V_{0}}{3}}.}
La cantidad de calor que debe añadirse para crear el gas es
{\displaystyle Q=U-W=H_{0},}
donde H0 es la entalpía al final de la transformación. Se ve que la entalpía es la cantidad de energía que se necesita para crear el gas de fotones.